# Niewinna intryga
Niewinna intryga (hiszp. La Impostora) – amerykańska telenowela z 2014 roku. Wyprodukowana przez Telemundo i Argos Comunicación.
Telenowela była emitowana w Stanach Zjednoczonych przez Telemundo od 14 stycznia 2014 do 3 lipca 2014, zastępując Marido en alquiler.

## Wersja polska
W Polsce telenowela była emitowana premierowo w TVN 7 od 1 września 2014 do 23 lutego 2015, najpierw o godzinie 19.00, potem o 6.55. Następne powtarzana w TVN Fabuła.
- Wersja polska: TVN
- Tekst: Karolina Władyka
- Czytał: Andrzej Leszczyński

## Obsada
- Lisette Morelos – Blanca Guerrero / Victoria San Marino
- Sebastián Zurita – Eduardo Altamira Ferrer
- Christian Bach – Raquel Altamira
- Manuel Landeta – Adriano Ferrer
- Julieta Grajales – Catalina
- Arnoldo Picazzo - Clemente Echeverría
- Begoña Narvaez – Mariana Serrano
- Mauricio Hénao – Jorge Altamira
- Jonathan Islas – Cristóbal Altamira Ferrer
- Alpha Acosta – Valentina Altamira / Leticia
- Uriel del Toro – Rafael Moreno
- Juan José Pucheta - Arnaldo
- René García – Domingo
- Elsa Amezaga – Simona
- Héctor Calderón
- Armando Silvestre – Leonidas Altamira
- Eligio Melendez - Padre Camilo Fernandez
- Néstor Rodulfo – Tuerto
- Carlos Puente – Soto
- Claudio Guevara – Abogado Armando
- Alan Del Castillo – Chascon
- Lupita Sandoval – Doña Tita Moreno
- Sandra Benhumea – Fernanda Garcia
- Ricardo Mansur – Padre
- Ricardo Sevilla – Hugito
- Rocío Vázquez – Francisca Marquez
- Roberto Wohlmuth – Manuel
- Rami Martínez – Giorgio
- Fátima López – Licenciada Santana
- Miguel Molina – Enfermero
- Mimí Morales – Carina
- Socorro de la Campa – Melania
- Paco Mauri – Guillermo „Memo” Guerrero
- Perla Encinas – Luciana Carrasco
- Javier Lazcano
- Edgar Iván Delgado – Ramón
- Mariano Palacios – Diego
- Simone Victoria – Socorro Sanchez
- Macarena de la Oz – Sofía
- Mossy Santini – Valeria Smith
- Monica Jimenez – Oriana
- Yolanda Abbud L. – Juana ‘Juanita’ Vidal
- Talía Marcela – Alejandra Morales
- Elsy Reyes – Leticia
- Alberto Pavon – Ivan Montenegro
- Azgard Ramírez – Lorenzo
- Angel Cerlo – Dr. Ernesto Salvatierra
- Joaquin Cuesta – Dr. Emilio Valladares
- Rafael Romero – Doctor
- Noe Alvarado – Comendante Mario Cruz
- Eugenio Becker – Comandante Salvador Estrada
- Sam García – Richie Salgado
- Raúl Greco – Policía

## Nagrody i nominacje
| 2014 | Premios Tu Mundo |                            |                |           |
| 2014 | Premios Tu Mundo | Najlepszy czarny charakter | Christian Bach | Nominacja |
| 2014 | Premios Tu Mundo | Aktor pierwszoplanowy      | Manuel Landeta | Wygrana   |
| 2014 | Premios Tu Mundo | Ulubiony młody artysta     | Macarena Oz    | Nominacja |

Źródło: